# Oude Toren (Berkel-Enschot)
De Oude Toren van Berkel-Enschot in de Nederlandse gemeente Tilburg is gelegen aan het Torenpad. Het grenst aan het parochiekerkhof van de Sint-Caeciliakerk. Momenteel is het in gebruik als Mariakapel, en ter nagedachtenis aan oorlogsslachtoffers.

## Geschiedenis
De toren, een bouwwerk uit de 15e eeuw, behoorde bij de voormalige Sint Michielskerk (of Sint Michaëlskerk), en wordt voor het eerst vermeld in een archiefstuk uit 1463.  Na de Tachtigjarige Oorlog (1648) komt de kerk in protestantse handen. Een lange periode van verval breekt aan, en het gebouw wordt, behoudens de toren, in 1839 afgebroken. In 1880 waren er plannen in de gemeenteraad om ook de toren de slopen, maar dit stuitte op verzet van vele burgers.

## Mariakapel
Na een restauratie in 1960 werd op de begane grond een Mariakapel gerealiseerd. Het Mariabeeldje is gemaakt door zr. Oda Swagemakers (OSB), en er werd een gedenksteen ingemetseld met de namen van Enschotse burgerslachtoffers uit de Tweede Wereldoorlog. 